# Nuova Zelanda ai Giochi della XIV Olimpiade
La Nuova Zelanda partecipò ai Giochi della XIV Olimpiade, svoltisi a Londra, dal 20 luglio al 14 agosto 1948,  
con una delegazione di 7 atleti, di cui 1 donna, impegnati in 5 discipline,
senza aggiudicarsi medaglie.